# Mac Davis
Pour les articles homonymes, voir Davis.
Morris Mac Davis (né le 21 janvier 1942 à Lubbock (Texas) et mort le 29 septembre 2020 à Nashville (Tennessee)), connu sous le nom de Mac Davis, est un auteur-compositeur, chanteur de country et acteur américain.

## Biographie
Lors de sa première partie de carrière, Mac Davis écrit certains des succès d'Elvis Presley (notamment Memories, In the Ghetto, Don't Cry Daddy et A Little Less Conversation). Il est l'auteur de nombreux succès crossover et, au cours de sa carrière solo, de hits tels que Baby, Don't Get Hooked on Me. Il a également présenté sa propre émission de variétés, joué dans une comédie musicale à Broadway et dans différents films.

## Discographie

### Albums studio

#### Années 1970
| Titre                                         | Informations                                                  | Meilleurs classements | Meilleurs classements | Meilleurs classements | Certifications (en) |
| Titre                                         | Informations                                                  | US Country            | US                    | CAN                   | Certifications (en) |
| --------------------------------------------- | ------------------------------------------------------------- | --------------------- | --------------------- | --------------------- | ------------------- |
| Song Painter                                  | - Date de sortie : 10 mai 1970 - Label : Columbia Records     | 35                    | 182                   | —                     |                     |
| I Believe in Music                            | - Date de sortie : novembre 1971 - Label : Columbia Records   | —                     | 160                   | —                     |                     |
| Baby, Don't Get Hooked on Me                  | - Date de sortie : août 1972 - Label : Columbia Records       | 27                    | 11                    | 9                     | - US : Platinum     |
| Mac Davis                                     | - Date de sortie : février 1973 - Label : Columbia Records    | 19                    | 120                   | —                     |                     |
| Stop and Smell the Roses                      | - Date de sortie : mars 1974 - Label : Columbia Records       | 2                     | 13                    | 10                    | - US : Platinum     |
| All the Love in the World                     | - Date de sortie : décembre 1974 - Label : Columbia Records   | 6                     | 21                    | 33                    | - US : Gold         |
| Burnin' Thing                                 | - Date de sortie : juin 1975 - Label : Columbia Records       | 9                     | 64                    | —                     |                     |
| Forever Lovers                                | - Date de sortie : février 1976 - Label : Columbia Records    | 11                    | 156                   | —                     |                     |
| Thunder in the Afternoon                      | - Date de sortie : 25 février 1977 - Label : Columbia Records | 38                    | —                     | —                     |                     |
| Fantasy                                       | - Date de sortie : 5 mai 1978 - Label : Columbia Records      | 43                    | 207                   | —                     |                     |
| « — » indique un titre qui n'a pas été classé |                                                               |                       |                       |                       |                     |

#### Années 1980 et 1990
| Titre                                         | Informations                                                      | Meilleurs classements | Meilleurs classements | Meilleurs classements | Certifications |
| Titre                                         | Informations                                                      | US Country            | US                    | CAN                   | Certifications |
| --------------------------------------------- | ----------------------------------------------------------------- | --------------------- | --------------------- | --------------------- | -------------- |
| It's Hard to Be Humble                        | - Date de sortie : 11 mars 1980 - Label : Casablanca Records      | 3                     | 69                    | 29                    | - US : Gold    |
| Texas in My Rearview Mirror                   | - Date de sortie : 8 septembre 1980 - Label : Casablanca Records  | 12                    | 67                    | —                     |                |
| Midnight Crazy                                | - Date de sortie : 14 septembre 1981 - Label : Casablanca Records | 19                    | 174                   | —                     |                |
| Forty '82                                     | - Date de sortie : 8 novembre 1982 - Label : Casablanca Records   | —                     | —                     | —                     |                |
| Who's Lovin' You                              | - Date de sortie : 4 novembre 1983 - Label : Columbia Records     | —                     | —                     | —                     |                |
| Soft Talk                                     | - Date de sortie : 16 janvier 1984 - Label : Mercury Records      | 65                    | —                     | —                     |                |
| Till I Made It with You                       | - Date de sortie : 23 mai 1985 - Label : MCA Records              | 48                    | —                     | —                     |                |
| Somewhere in America                          | - Date de sortie : 16 juin 1986 - Label : MCA Records             | —                     | —                     | —                     |                |
| Will Write Songs for Food                     | - Date de sortie : 1994 - Label : Columbia Records                | —                     | —                     | —                     |                |
| « — » indique un titre qui n'a pas été classé |                                                                   |                       |                       |                       |                |

### Compilations
| Titre                                                   | Informations                                                      | Meilleurs classements | Certifications |
| Titre                                                   | Informations                                                      | US Country            | Certifications |
| ------------------------------------------------------- | ----------------------------------------------------------------- | --------------------- | -------------- |
| The Mac Davis Collection                                | - Date de sortie : 1979 - Label : CBS Records Canada              | —                     |                |
| Greatest Hits                                           | - Date de sortie : 30 novembre 1979 - Label : Columbia Records    | 44                    | - US : Gold    |
| Very Best and More                                      | - Date de sortie : 10 septembre 1984 - Label : Casablanca Records | —                     |                |
| The Best of Mac Davis                                   | - Date de sortie : 24 octobre 2000 - Label : Razor & Tie          | —                     |                |
| 20th Century Masters: The Millennium Collection         | - Date de sortie : 12 septembre 2006 - Label : Mercury Records    | —                     |                |
| The Best of Mac Davis (Réédition de l'album Razor & Tie | - Date de sortie : 13 mars 2007 - Label : Columbia/Legacy         | —                     |                |
| A Little More Action Please: The Anthology 1970-1985    | - Date de sortie : 21 mai 2013 - Label : Raven Australia          | —                     |                |
| Hard to Be Humble: The Best of Mac Davis                | - Date de sortie : 22 octobre 2013 - Label : Hux Records          | —                     |                |
| « — » indique un titre qui n'a pas été classé           |                                                                   |                       |                |

### Singles

#### Années 1960 et 1970
| Year                                          | Titre                                              | Meilleurs classements | Meilleurs classements | Meilleurs classements | Meilleurs classements | Meilleurs classements | Meilleurs classements | Album                        |
| Year                                          | Titre                                              | US Country            | US                    | US AC                 | CAN Country           | CAN                   | CAN AC                | Album                        |
| --------------------------------------------- | -------------------------------------------------- | --------------------- | --------------------- | --------------------- | --------------------- | --------------------- | --------------------- | ---------------------------- |
| 1962                                          | I'm a Poor Loser                                   | —                     | —                     | —                     | —                     | —                     | —                     | NC                           |
| 1963                                          | A Little Dutch Town                                | —                     | —                     | —                     | —                     | —                     | —                     | NC                           |
| 1963                                          | Honey Love                                         | —                     | —                     | —                     | —                     | —                     | —                     | NC                           |
| 1965                                          | Bad Scene                                          | —                     | —                     | —                     | —                     | —                     | —                     | NC                           |
| 1970                                          | Whoever Finds This, I Love You                     | 43                    | 53                    | 25                    | —                     | 54                    | —                     | Song Painter                 |
| 1970                                          | I'll Paint You a Song                              | 68                    | 110                   | 14                    | —                     | —                     | —                     | Song Painter                 |
| 1970                                          | I Believe in Music                                 | —                     | 117                   | 25                    | —                     | —                     | —                     | I Believe in Music           |
| 1971                                          | Beginning to Feel the Pain                         | —                     | 92                    | —                     | —                     | —                     | —                     | Song Painter                 |
| 1972                                          | Baby, Don't Get Hooked on Me                       | 26                    | 1                     | 1                     | 1                     | 2                     | 1                     | Baby, Don't Get Hooked on Me |
| 1972                                          | Everybody Loves a Love Song                        | —                     | 63                    | 13                    | —                     | 51                    | 43                    | Baby, Don't Get Hooked on Me |
| 1973                                          | Dream Me Home                                      | 47                    | 73                    | 32                    | 46                    | 48                    | 75                    | Baby, Don't Get Hooked on Me |
| 1973                                          | Your Side of the Bed                               | 36                    | 88                    | 28                    | 19                    | —                     | 19                    | Mac Davis                    |
| 1973                                          | Kiss It and Make It Better                         | 29                    | 105                   | —                     | 64                    | —                     | —                     | Stop and Smell the Roses     |
| 1974                                          | One Hell of a Woman                                | —                     | 11                    | 20                    | 42                    | 11                    | 39                    | Stop and Smell the Roses     |
| 1974                                          | Stop and Smell the Roses                           | 40                    | 9                     | 1                     | 11                    | 3                     | 5                     | Stop and Smell the Roses     |
| 1975                                          | Rock'N Roll (I Gave You the Best Years of My Life) | 29                    | 15                    | 4                     | —                     | 40                    | 14                    | All the Love in the World    |
| 1975                                          | (If You Add) All the Love in the World             | 69                    | 54                    | 31                    | —                     | 55                    | 31                    | All the Love in the World    |
| 1975                                          | Burnin' Thing                                      | 31                    | 53                    | 20                    | —                     | 47                    | 14                    | Burnin' Thing                |
| 1975                                          | I Still Love You (You Still Love Me)               | 81                    | —                     | 38                    | —                     | —                     | 38                    | Burnin' Thing                |
| 1976                                          | Forever Lovers                                     | 17                    | 76                    | 32                    | 8                     | —                     | 17                    | Forever Lovers               |
| 1976                                          | Every Now and Then                                 | 34                    | —                     | 32                    | —                     | —                     | —                     | Forever Lovers               |
| 1977                                          | Picking Up the Pieces of My Life                   | 42                    | —                     | 25                    | 37                    | —                     | 17                    | Thunder in the Afternoon     |
| 1978                                          | Music in My Life                                   | 92                    | —                     | 22                    | —                     | —                     | 6                     | Fantasy                      |
| « — » indique un titre qui n'a pas été classé |                                                    |                       |                       |                       |                       |                       |                       |                              |

#### Années 1980
| Year                                          | Titre                                       | Meilleurs classements | Meilleurs classements | Meilleurs classements | Meilleurs classements | Album                       |
| Year                                          | Titre                                       | US Country            | US                    | CAN Country           | CAN                   | Album                       |
| --------------------------------------------- | ------------------------------------------- | --------------------- | --------------------- | --------------------- | --------------------- | --------------------------- |
| 1980                                          | It's Hard to Be Humble                      | 10                    | 43                    | 4                     | 14                    | It's Hard to Be Humble      |
| 1980                                          | Let's Keep It That Way                      | 10                    | —                     | 15                    | —                     | It's Hard to Be Humble      |
| 1980                                          | Texas in My Rearview Mirror                 | 9                     | 51                    | 40                    | —                     | Texas in My Rearview Mirror |
| 1981                                          | Hooked on Music                             | 2                     | 102                   | 30                    | —                     | Texas in My Rearview Mirror |
| 1981                                          | Secrets                                     | 47                    | 76                    | —                     | —                     | Texas in My Rearview Mirror |
| 1981                                          | You're My Bestest Friend                    | 5                     | 106                   | 26                    | —                     | Midnight Crazy              |
| 1982                                          | Rodeo Clown                                 | 37                    | —                     | —                     | —                     | Texas in My Rearview Mirror |
| 1982                                          | The Beer Drinkin' Song                      | 52                    | —                     | —                     | —                     | Forty '82                   |
| 1982                                          | Lying Here Lying                            | 62                    | —                     | —                     | —                     | Forty '82                   |
| 1984                                          | Most of All                                 | 41                    | —                     | —                     | —                     | Soft Talk                   |
| 1984                                          | Caroline's Still in Georgia                 | 76                    | —                     | —                     | —                     | Soft Talk                   |
| 1985                                          | I Never Made Love (Till I Made It with You) | 10                    | —                     | 6                     | —                     | Till I Made It with You     |
| 1985                                          | I Feel the Country Callin' Me               | 34                    | —                     | —                     | —                     | Till I Made It with You     |
| 1986                                          | Sexy Young Girl                             | 46                    | —                     | —                     | —                     | Till I Made It with You     |
| 1986                                          | Somewhere in America                        | 65                    | —                     | —                     | —                     | Somewhere in America        |
| « — » indique un titre qui n'a pas été classé |                                             |                       |                       |                       |                       |                             |

## Filmographie
Mac Davis a joué dans ces émissions télévisées et films :
- 1979 : North Dallas Forty
- 1979 : Kenny Rogers and the American Cowboy
- 1980 : Cheaper to Keep Her
- 1980 : The Muppet Show
- 1983 : The Sting II
- 1986 : Webster
- 1986 : Davy Crockett
- 1995 : Loïs et Clark : Les Nouvelles Aventures de Superman
- 1996 : Daytona Beach
- 1998 : Possums — lead
- 2000 : That 70's Show
- 2000 :  The Dukes of Hazzard: Hazzard in Hollywood
- 2003 : Where the Red Fern Grows
- 2004 : 8 Simple Rules for Dating My Teenage Daughter
- 2004–2005 : Rodney
- 2008 : Beer for My Horses